# Claudette Feuillette
Claudette Parisy-Feuillette est une céiste française.

## Carrière

### Internationale
- Championnats du monde de descente 1971 médaille d'argent en C2 mixte et médaille d'or en C2 mixte par équipe,
- Championnats du monde de descente 1975 médaille de bronze en C2 mixte et médaille d'or en C2 mixte par équipe[1].

### Nationale
Triple championne de France de descente en C2 mixte en 1970, 1971 et 1973.

## Liens familiaux
Elle participe à toutes ces épreuves avec son futur époux Alain Feuillette,.